# PBS Kids
PBS Kids es el bloque de programación infantil de la cadena de televisión pública estadounidense PBS, enfocado a transmitir programación educativa para niños entre la edad de 2 y 9. El bloque se emite en las estaciones afiliadas a PBS de acuerdo a la variación de su programación sin especificar el horario correspondiente. PBS Kids tiene un canal hermano llamado PBS Kids GO! que es para niños de 6 y 13.

## Historia

### PTV
Desde 1969 (con Sesame Street), la cadena PBS emitía algunos programas educativos para niños. El marco inicial para PBS Kids se estableció como parte de la iniciativa "Ready to Learn" de PBS, que se propuso para facilitar el acceso de la programación educativa para la primera infancia a los niños desfavorecidos. En el 11 de julio de 1994, la programación infantil de PBS fue reenvasado como un bloque de programación con el nombre PTV; ese bloque terminó en el 5 de septiembre de 1999. El bloque tuvo la programación infantil de la red y contenido intersticial de los P-Pals, que presentaba personajes animados en forma de logotipos de la red que entregan contenido educativo de la "Parque PTV". También hubo segmentos intersticiales de acción real que estaban dirigidos a niños mayores. La mayoría de los radiodifusores de PBS tuvo identidades gráficas que utilizó el mismo tema que el bloque; algunos de las radiodifusores de la red usó esos elementos después de la discontinuación de PTV.

### PBS Kids
En el 6 de septiembre de 1999, el bloque PTV fue reemplazado por un nuevo bloque con el nombre PBS Kids; un canal separada de cable y satélite fue lanzado en el mismo día. El canal PBS Kids, que fue fundado por DirecTV, fue transmitido durante seis años. En el 26 de septiembre de 2005, el canal PBS Kids cesó sus operaciones y fue reemplazado por un canal comercial (PBS Kids Sprout) que fue fundado por Comcast, HIT Entertainment, y Sesame Workshop. PBS le otorgó a los licenciatarios la opción de contratar a los promotores de Sprout, otorgándoles beneficios promocionales y monetarios cruzados a cambio de renunciar a la capacidad de llevar un canal competitivo preescolar competidor. 80 radiodifusadores se inscribieron para promotar Sprout; la mayoría de los radiodifusadores restantes optaron por desarrollar servicios de programación para niños independientes con programas distribuidos por PBS y a través de distribuidores externos como American Public Television para llenar espacios en subcanales digitales que anteriormente servían como miembros del canal PBS Kids.
El bloque PBS Kids fue subdividio en dos bloques especiales: PBS Kids Bookworm Bunch (2000–2004) y PBS Kids Go! (2004–2013).
En el 16 de enero de 2017, el canal PBS Kids fue relanzado como una red terrestrial; ese red se puso a disposición en el subcanal digital de los radiodifusores existentes de PBS. La red se contraprograma desde el bloque PBS Kids, de modo que el mismo programa no se muestre simultáneamente.
En junio de 2022, se anunció que PBS Kids inauguraría un nuevo logotipo de solo texto sobre un elemento de disco, el 19 de julio de 2022.

## Logotipo
| Período       | Características |
| ------------- | --- |
| 1993-1999     | El logotipo anterior de PBS Kids tiene a los P-Pals formando el logo de PBS de 1984 agregado la palabra Kids.                                               |
| 1999-2000     | Su logotipo ha cambiado, ya no existen los P-Pals, se le cambiaron a otras mascotas llamadas Dot y Dash                                                     |
| 2000-2002     | Su logotipo sigue aún más con el color negro de la cabeza de Dot en algunas veces                                                                           |
| 2002-2009     | Su logotipo no hace cambios pero si los bumpers |
| 2009-2013     | Los bumpers han cambiado como cuadritos y aun sigue en la actualidad su logotipo.                                                                           |
| 2013-2022     | Los bumpers se han cambiado, la variante Dot del logotipo se retiró y la variante Dash fue el único logotipo hasta 2022.                                    |
| 2022-presente | Es un nuevo logotipo que a su vez eliminó a la mascota de Dash, consta de un círculo azul en la parte de arriba "PBS" en verde y en abajo "Kids" en blanco. |